# انجمن سکه‌شناسی آمریکا
انجمن سکه‌شناسی آمریکا (به انگلیسی: American Numismatic Society)، انجمنی تخصصی در زمینه سکه‌شناسی است که در سال ۱۸۵۸ (میلادی) در نیویورک بنانهاده شده‌است و به مطالعات بر روی سکه‌ها و مدال‌ها می‌پردازد. این مؤسسه دارای دست کم، ۸۰۰٬۰۰۰ سکه، مدال و اشیای تاریخی مرتبط است که در جهان بی‌نظیر می‌باشد.
این مؤسسه دارای یکی از کم‌نظیرترین کتابخانه‌های حال حاضر در جهان، پیرامون موضوع سکه‌شناسی است که مشتمل بر حداقل ۱۰۰٬۰۰۰ سند تاریخی در حدود سکه‌های جهان می‌باشد.